# Marsken
|  | Denne artikel er oprettet af botten Steenthbot ud fra en ekstern database. Den kan derfor have sproglige fejl eller mangler. Denne skabelon kan fjernes efter kontrol af indholdet. |

Marsken er en dansk dokumentarfilm fra 1966 instrueret af Ebbe Larsen efter eget manuskript.

## Handling
Marsklandet fra Ho Bugt til Ejderen. Tidevandet. Manø Ebbevej ved ebbe og flod. Rømødæmningen. Fiskere går ud til deres rødspættegang. Fiskerne graver sandorm til madding. Diger. Stork med rede i Ribe. Stormflodssøjlen i Ribe. Misthusums rester. Bebyggelsen ødelagt af stormflod 1634. I alt 8000 mennesker druknede den gang. Stormfloden 30.8. 1923. 14 druknede. Diger vedligeholdes og dækkes med græstørv og sten. Sluseporte. Ribe kammersluse. Kvæg hentes fra forlandet, når stormflod truer. Tønning Havn ved stormflod. Kamp mod havet. Sandsække fyldes på. Slikgårde og grøblerender. Landvinding ved Højer. Fugletræk. Fuglekøje. Får. Vindkraft. Kommandørgården på Rømø. Løgumkloster. Frederikssted. Ribe og Riberhus voldsted.
Post over isen til Manø.